# Robert Bruce Merrifield
Robert Bruce Merrifield (15. července 1921 Fort Worth – 14. května 2006 Cresskill) byl americký biochemik, nositel Nobelovy ceny za chemii za rok 1984. Obdržel ji za objev syntézy peptidů v pevné fázi. Studoval na Kalifornské univerzitě v Los Angeles, kde získal doktorát roku 1949. Roku 1949 uzavřel sňatek s Elizabeth Furlongovou, s níž pak měli šest dětí, a odstěhoval se do New Yorku, kde nastoupil do výzkumného ústavu Rockefeller Institute for Medical Research, pozdější Rockefellerovy univerzity.